# Diecezja Gibraltaru
Diecezja Gibraltaru (łac. Dioecesis Gibraltariensis) – katolicka diecezja w Gibraltarze, obejmująca swoim zasięgiem całe terytorium zależne. Siedziba biskupa znajduje się w katedrze NMP Królowej w Gibraltarze.

## Historia
25 stycznia 1816 powstał Wikariat Apostolski Gibraltaru. 19 listopada 1910 papież Pius X podniósł ją do rangi diecezji.

## Podział administracyjny
Diecezja Gibraltaru składa się z 5 parafii.